# Služebník (katolická církev)
V katolické církvi se pojem služebník používá v různých významech. Nejčastěji se jím označuje osoba, ať už laická nebo vysvěcená, která je pověřena vykonat nějaký úkon jménem katolické církve. Nejedná se o konkrétní úřad nebo hodnost duchovního, jako je tomu v některých jiných křesťanských organizacích; spíše lze pojem služebník používat jako souhrnné označení pro povolání nebo profesionální pastorační vedení včetně duchovních (biskupů, jáhnů, kněží) a nekleriků (teologů a laických církevních služebníků). Používá se také ve vztahu ke kanonickému a liturgickému udílení svátostí, jako součást některých úřadů a ve vztahu k výkonu laického apoštolátu.
Slovo služebník se v katolické církvi nepoužívá jako oslovení (např. služebníku Nováku).
Konkrétní terminologické rozdíly lze nalézt mimo jiné v různých dokumentech: Účast laických věřících na službě presbyterů.

## Laičtí služebníci
Katolická církev vyzývá lidi k odpovědnému spravování svého času a talentů na podporu katolické církve. To má často podobu dobrovolné služby v konkrétní laické službě, která je většinou liturgická, katechetická nebo se zabývá pastorační péčí a sociální spravedlností.
K liturgickým laickým službám patří lektoři (služebníci slova), kteří během liturgie slova přednášejí biblické úryvky, ministranti a akolyté, kteří pomáhají předsedajícímu u oltáře, kantoři a hudební služebníci, kteří vedou zpěv, mimořádní udělovatelé svatého přijímání, kteří slouží během mše a/nebo roznášejí svaté přijímání nemocným a lidem v domácím prostředí, a pořadatelé, kteří řídí usazování a průběh shromáždění.
Mezi katechetické laické služby patří katecheté (učitelé nedělních škol a učitelé na katolických školách), vedoucí skupinek (osoby, které v neděli pomáhají připravovat katechumeny na iniciační svátosti), vedoucí rekolekcí, vedoucí skupinek mládeže a poradci pro skauty i skautské symboly aj.

## Církevní služebníci
Některé osoby v církvi přijímají formaci, která obvykle zahrnuje postgraduální studium teologie nebo bohosloví, a poté vykonávají nějakou vedoucí roli v komunitě. V běžném použití, když někdo mluví o „služebníkovi církve“, má na mysli některého z těchto „profesionálních“ služebníků.
Katolická církev rozlišuje pět církevních povolání, z nichž tři zahrnuje příjemce svěcení. Teologové a laičtí církevní služebníci nemusí být nutně vysvěceni, zatímco biskupové, presbyteři a jáhni vysvěceni jsou. Pouze tři posledně jmenovaní jsou katolickou církví považováni za duchovní, všichni jsou považováni za služebníky v profesním smyslu a ve smyslu zasvěceného povolání.

## Služebníci svátostí
Jiným druhem služebníka je v katolickém prostředí osoba, která uděluje svátost, což znamená, že je prostředníkem svátostné milosti. Nejedná se o úřad nebo pozici, ale spíše o funkci, kterou mohou vykonávat různé druhy lidí v závislosti na dané svátosti. V tomto smyslu existují dva druhy služebníků. Řádný služebník svátosti, který je standardním nebo řádným služebníkem dané svátosti, má duchovní moc k jejímu udílení (tj. svátost je platná), ale nemusí mít nutně kanonickou autoritu k jejímu udílení (tj. svátost dovolená). Tedy biskup, který světil jiného biskupa bez papežského mandátu, vykonává nedovoleně duchovní moc k jeho svěcení. Zatímco biskupové, kněží a jáhni jsou řádnými služebníky svatého přijímání, služebníkem eucharistie je pouze ten, kdo byl platně vysvěcen na kněze. Pokud je kněz z nějakého důvodu suspendován, a přesto slaví eucharistii, činí tak nedovoleně (tj. proti kanonickému právu), ale eucharistie je stále platná. V případě svátosti smíření (svátosti pokání) je však kněz sice služebníkem, jediným služebníkem, protože neexistují mimořádní služebníci této svátosti, ale musí mu být samotným právem nebo kompetentní autoritou udělena fakulta tuto svátost platně slavit pro osobu, které uděluje rozhřešení.
Mimořádný udělovatel svátosti je někdo jiný než řádný udělovatel, který je k udělování svátosti oficiálně zmocněn samotným zákonem („mimořádným udělovatelem svatého přijímání“ je například ustanovený akolyta) nebo je k tomu pověřen.
Níže je uvedena tabulka s přehledem jednotlivých svátostí, jejich řádných služebníků a případných mimořádných služebníků, přičemž v závorce jsou uvedena ustanovení týkající se jejich výkonu mimořádnými služebníky.
| Svátost                               | Řádní udělovatelé       | Mimořádní udělovatelé |
| ------------------------------------- | ----------------------- | --- |
| Křest                                 | jakýkoli duchovní       | případě nepřítomnosti duchovního katecheta nebo jiná osoba určená místním ordinářem v naléhavých případech každá osoba se skutečným úmyslem, i když není pokřtěná (za jiných okolností nedovolené, ale platné) |
| Biřmování                             | biskup                  | kněží, kteří jsou pro své podřízené právně rovnocenní diecéznímu biskupovi, nebo kteří oprávněně křtí či přijímají do církve dospělou osobu, nebo kteří jednají v nebezpečí smrti pro biřmovanou osobu nebo těm, kterým diecézní biskup udělil zvláštní fakultu (neplatné, pokud je udělují jiní kněží nebo osoby, které nejsou kněžími) |
| Eucharistie (konsekrace)              | biskup nebo kněz        | žádní; vždy neplatné, pokud se o to pokusí jiní |
| Podávání svatého přijímání            | duchovní (včetně jáhnů) | ustanovený akolyta (dovolené, když není k dispozici dostatečný počet duchovních nebo nejsou k dispozici žádní duchovní) jiní laici, kteří jsou k tomuto účelu pověřeni (je to dovoleno, pokud není k dispozici dostatečný počet duchovních nebo akolytů)                                                                                 |
| Smíření                               | biskup nebo kněz        | žádní; neplatné, pokud je provedl laik nebo kněz bez fakult (což právo stanoví pro každého kněze, který dává rozhřešení někomu, kdo je v nebezpečí smrti) |
| Pomazání nemocných                    | biskup nebo kněz        | žádní; neplatné, pokud je vykonal někdo jiný |
| Biskupské svěcení (konsekrace)        | biskup                  | žádní; dovoleno pouze na základě papežského mandátu a pokud nejsou spolusvětitelé, tak na základě papežského dispensu, který je však platný i bez těchto povolení |
| Kněžské a jáhenské svěcení (ordinace) | biskup                  | žádní; dovoleno pouze v případě, že biskup vysvěcuje své vlastní podřízené, kteří jsou stejného obřadu, nebo ty, kterým byly uděleny dimisoriální listy, a pouze v případě, že biskup uděluje svěcení na svém území nebo se svolením místního biskupa                                                                                    |
| Manželství                            | manžel a manželka       | žádní; neplatné, pokud jsou uzavřeny jinak než před místním ordinářem nebo farářem nebo jimi pověřeným knězem nebo jáhnem a před dvěma svědky (kanonické právo stanoví některé výjimky z této podmínky) |

## Ustanovené služby
Služby lektora (předčítajícího) a akolyty byly dříve nižšími svěceními; papež Pavel VI. svým rozhodnutím Ministeria quaedam (1972; s účinností od 1. ledna 1973) zrušil nižší svěcení a subdiakonát a místo nich vytvořil „ustanovené služby“. Od roku 2021 se v latinské církvi mohou stát ustanovenými lektory a akolyty jak muži, tak ženy, a katecheta se stal ustanovenou službou a mohou ji rovněž vykonávat obě pohlaví.

### Ustanovený lektor a akolyta
Viz též: Spiritus Domini
Zatímco schválené anglické překlady liturgických knih římského ritu katolické církve používají termíny „instituted acolytes“ a „instituted lectors“, některé překlady je označují jako „installed“. Například v překladu motu proprio Aperuit illis z roku 2019 na vatikánských webových stránkách je uvedeno: „Biskupové by mohli slavit obřad instalace lektorů nebo podobné uvedení lektorů do úřadu“.
V liturgické knize Ceremoniál biskupů z roku 1984 se píše, že při obřadech, kterým předsedá biskup, je vhodné, aby své funkce vykonávali ustanovení akolyté a ustanovení lektoři – spíše než ti, kteří nebyli ustanoveni. Směrnice Kongregace pro biskupy Apostolorum Successores z roku 2004, č. 113, říká: „Biskup by měl podporovat službu lektora a akolyty, která může být svěřena mužům laikům“.
Úkolem ustanoveného lektora je při liturgických slavnostech přednášet biblická čtení (kromě evangelia). Ustanovený lektor by to měl dělat i v případě, že jsou přítomni služebníci vyšší hodnosti. Ostatní laici tato čtení při mši svaté přednášejí v „nepřítomnosti ustanoveného lektora“.
V lednu 2021 změnil papež František motu proprio Spiritus Domini kanonické právo latinské církve tak, aby se lektory a akolity mohli stát muži i ženy. Dříve mohli být do těchto služeb ustanoveni pouze muži.

### Ustanovený katecheta
V květnu 2021 vytvořil papež František svým motu proprio Antiquum ministerium institut laického katechety.
23. ledna 2022 papež František poprvé ustanovil ženy za lektorky a katechetky. V tento den papež František uspořádal slavnost, během níž spolu s několika muži instaloval šest žen jako ustanovené lektorky a tři ženy jako ustanovené katechetky.